# Quinn Esther Marrow
Quinn Esther Marrow, (Newport News, 1941. február 12. –)

## Pályafutása
Queen Esther Marrow amerikai soul-, gospel- és dzsesszénekesnő, színésznő.
Huszonkét éves korában tehetségét Duke Ellington fedezte fel. Ellington énekesként vitte magával a „Sacred Concert” elnevezésű turnéjára. Összebarátkoztak. 1965-ben Marrow bekapcsolódott az afroamerikai polgárjogi mozgalomba és fellépett Martin Luther King „hadjáratain”. Itt ismerkedett meg bálványával, Mahalia Jacksonnal, akivel később fel is lépett, és akit a „Sing Mahalia Sing” musicalben később alakított is. 1990-ben megkomponálta a „Truly Blessed” című musicalt Mahalia Jacksonról, amelyben Esther maga is fellépett. A Broadway-n bemutatott musicalt három kategóriában jelölték Helen Hayes Awardra.
Más Broadway-showkban is szerepelt, és szerepelt a Motown-filmben, a „The Last Dragon” című filmben, (amelyet Berry Gordy készített). Gyakran szerepelt a televízióban, például egy Ellingtonról szóló műsorban („Duke Ellington: The Music Lives On Sesame Street”).
Fellépett Ella Fitzgeralddal, Lena Horne-nal; énekelt B.B. King, Ray Charles, Thelonious Monk, Chick Corea, Harry Belafonte és Bob Dylan koncertjein. Énekelt több amerikai elnöknek, a brit királyi családnak és több alkalommal II. János Pál pápának is.
1991-ben megalapította a „The Harlem Gospel Singers” együttest, amellyel máig[mikor?] fellép és lemezeket készít.

## Albumok
- 1971: Newport News, Virginia
- 1972: Sister Woman
- 1994: Queen Esther Marrow & the Harlem Gospel Singers
- 1999: Live in Paris
- 2000: Harlem Gospel Singers with Queen Esther Marrow
- 2002: God Cares

## Filmek
- https://www.imdb.com/name/nm0550275/

## Díjak
- 2006: Ella Fitzgerald and Pearl Bailey Lifetime Achievement Award, Newport News, VA

### Jelölések
- 1989: Outstanding Supporting Performer in a Non-Resident Production
- 1990: The Charles MacArthur Award for Outstanding New Play
- 1990: Outstanding Lead Actress in a Resident Musical

## Fordítás
Ez a szócikk részben vagy egészben  a   Queen Esther Marrow című holland Wikipédia-szócikk ezen változatának fordításán alapul.  Az eredeti cikk szerkesztőit annak laptörténete sorolja fel. Ez a jelzés csupán a megfogalmazás eredetét és a szerzői jogokat jelzi, nem szolgál a cikkben szereplő információk forrásmegjelöléseként.